# Алней-Чашаконджа
Алней-Чашаконджа — комплекс вулканов, расположенный в центральной части Срединного хребта на Камчатке в верховьях рек Тигиль, Калгауч, Киревна, Половинная. Комплекс включает в себя два стратовулкана: Алней (2598 м) и Чашаконджа (2526 м) и шлаковый конус Киреунский (1400 м).
Вершинная часть массива характеризуется широким развитием альпинотипных форм рельефа, с громадными кальдерами, цирками и карами. Значительная его часть покрыта ледником.

## См.также
Список вулканов России